# 케리 워싱턴
케리 워싱턴(Kerry Marisa Washington, 1977년 1월 31일 ~ )은 미국의 배우, 제작자, 감독이다. ABC 인기 드라마 《스캔들》(2012-18)에서 주인공인 위기 관리 전문가 올리비아 포프 역을 맡으면서 폭넓은 대중 인지도를 얻었으며, 이를 통해 프라임타임 에미상 드라마 시리즈 부문 여우주연상 후보에 두 차례, 골든 글로브상 드라마 시리즈 부문 여우주연상 후보에 한 차례 올랐다. 타임지는 2014년 워싱턴을 세계에서 가장 영향력 있는 100인 중 하나로 선정하였다.

## 출연 작품

### 영화
- 유나이티드 스테이츠 오브 리랜드 (2003)
- 그녀는 날 싫어해 (2004)
- 레이 (2004)
- 판타스틱 4 (2005)
  - 판타스틱 4: 실버 서퍼의 위협 (2007)
- 미스터 & 미세스 스미스 (2005) - 재스민 역
- 라스트 킹 (2006)
- 데드 걸 (2006)
- 마더 앤 차일드 (2009)
- 디테일스 (2011)
- 장고: 분노의 추적자 (2012) - 브룸힐다 폰 샤프트 역
- Confirmation (2016)
- 카 3: 새로운 도전 (2017) - 내털리 역 (애니메이션)
- 더 프롬 (2020) - 그린 부인 역

### 텔레비전
- 스캔들 (2012-18) - 올리비아 포프 역
- 작은 불씨는 어디에나 (2020)